# フェスト＝ノズ

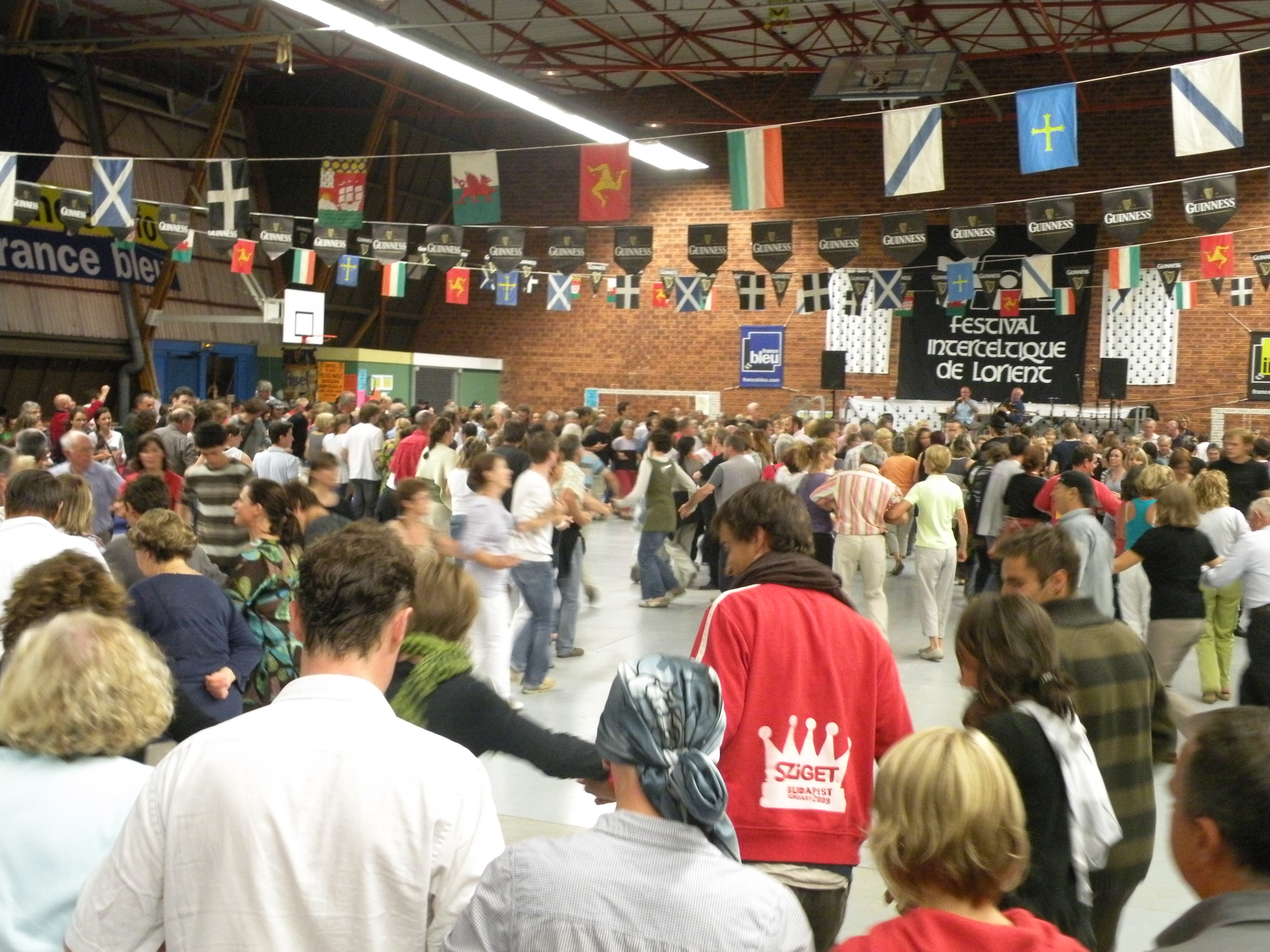
2010年、ロリアンで行われたフェスト＝ノズの様子

Fest-noz(フェスト＝ノズ)は、フランス北西部ブルターニュに残る伝統文化で、独自のケルト音楽に合わせて踊るチェーンダンスパーティー。
Fest-noz(フェスト＝ノズ）はブレイス語で祭り (fest)と夜 (noz) を組み合わせたものである。ブルターニュ地方では毎週末、いたる場所で行われている。
ただし、演奏楽器がボンバルド(bombarde,オーボエの前身で二枚リードの木管楽器）やビニウ（biniou)などの大きな音の楽器を用いるため、都市よりも郊外で開催されることの方が多い。
フェスト＝ノズの演奏バンドで有名なのは、SKOLVAN、AR RE YAOUANK、EMSAVERIENなど。
なお日本初のFest-nozが、Bretons du japonによって開催された。